# Lehesten (Saalfeld-Rudolstadt)
Lehesten è una città di 1 596 abitanti della Turingia, in Germania.
Appartiene al circondario (Landkreis) di Saalfeld-Rudolstadt (targa SLF) ed è parte della comunità amministrativa (Verwaltungsgemeinschaft) di Probstzella-Lehesten-Marktgölitz.